# Muhammad Ali Sadpara
14 sommets de plus de 8 000 mètres d'altitude
Muhammad Ali Sadpara, né le 2 février 1976 et mort le 5 février 2021, est un alpiniste pakistanais. Il fait partie de l'équipe qui réussit la première ascension hivernale du Nanga Parbat. Ses deux coéquipiers, Alex Txikon et Simone Moro, déclareront par la suite qu'ils n'auraient pas pu le faire sans le génie de Sadpara. Il est le seul alpiniste pakistanais à avoir grimpé avec succès quatre 8 000 sur une année civile. Son fils de 20 ans a également gravi K2 durant l'été 2019.

## Jeunesse
Il naît dans le village de Sadpara, dans la périphérie de Skardu, au nord du Pakistan. Il commence sa carrière comme porteur. Sa passion pour l'alpinisme le conduit à accompagner des expéditions étrangères,.

## Alpinisme
Muhammad Ali Sadpara a gravi 8 des 14 sommets de plus de huit mille mètres. 
- Gasherbrum II, 2006 (Pakistan)
- Spantik, 2006 (Pakistan)
- Nanga Parbat, 2008 (Pakistan)
- Muztagh Ata, 2008 (Chine)
- Nanga Parbat, 2009 (Pakistan)
- Gasherbrum I,  2010 (Pakistan)
- Nanga Parbat, 2016 (Pakistan), première ascension hivernale
- Broad Peak, 2017 (Pakistan)
- Nanga Parbat, 2017 (Pakistan), première ascension automnale
- Pumori, 2017 (Népal), première ascension hivernale
- K2, 2018 (Pakistan)
- Lhotse, 2019 (Népal) enchainé avec Makalu, 2019 (Népal)[2]
- Manaslu, 2019 (Népal)[2]

En 2015, son équipe tente l'ascension du Nanga Parbat en hiver, sans succès. Ils réessayent en 2016 et atteignent le sommet, il s'agit alors de la première hivernale du Nanga Parbat. Il a escaladé le Nanga Parbat à quatre reprises. En janvier 2018, Ali Sadpara et l'alpiniste espagnole Alex Txikon, tentent avec six sherpas de gravir l'Everest en hiver, sans oxygène supplémentaire,, mais échouent le mois suivant au niveau du camp 4, à cause des vents violents. 
En juin 2018, il est recruté par Marc Batard pour prendre part au programme « Beyond Mount Everest », prévu sur une durée de cinq ans. Ils prévoient l'ascension du Nanga Parbat, K2 et de l'Everest en 2019, 2021 et 2022 respectivement.
Il disparaît sur le K2 avec le Chilien Juan Pablo Mohr et l'Islandais John Snorri le 5 février 2021. Les autorités pakistanaises annoncent officiellement l'abandon des recherches et le décès des trois alpinistes, le 19 février 2021.